# Kahaluu
Kahaluu és una concentració de població designada pel cens dels Estats Units a l'estat de Hawaii. Segons el cens del 2000 tenia 2.935 habitants.

## Demografia
Segons el cens del 2000, Kahaluu tenia 2.935 habitants, 927 habitatges, i 717 famílies La densitat de població era de 930,82 habitants per km².
Dels 927 habitatges en un 31,8% hi vivien nens de menys de 18 anys, en un 54,7% hi vivien parelles casades, en un 15,7% dones solteres, i en un 22,7% no eren unitats familiars. En el 13,5% dels habitatges hi vivien persones soles el 3,7% de les quals corresponia a persones de 65 anys o més que vivien soles. El nombre mitjà de persones vivint en cada habitatge era de 3,17 i el nombre mitjà de persones que vivien en cada família era de 3,50.
Per edats la població es repartia de la següent manera: un 25,3% tenia menys de 18 anys, un 8,3% entre 18 i 24, un 27,5% entre 25 i 44, un 27,8% de 45 a 64 i un 11,1% 65 anys o més.
L'edat mediana era de 38,3 anys. Per cada 100 dones hi havia 102,0 homes. Per cada 100 dones de 18 o més anys hi havia 96,95 homes.
La renda mediana per habitatge era de 61.098 $ i la renda mediana per família de 61.184 $. Els homes tenien una renda mediana de 41.310 $ mentre que les dones 28.194 $. La renda per capita de la població era de 22.204 $. Aproximadament el 7,4% de les famílies i el 7,4% de la població estaven per davall del llindar de pobresa.

## Poblacions més properes
El següent diagrama mostra les poblacions més properes.